# Скримин Джей Хокинс
Скри́мин Джей Хо́кинс (англ. Screamin’ Jay Hawkins — «Орущий» Джей Хокинс, настоящее имя Дже́ласи Джей Хо́кинс, англ. Jalacy J. Hawkins; 18 июля 1929, Кливленд, Огайо — 12 февраля 2000, Нёйи-сюр-Сен, Франция) — афроамериканский рок-н-ролльный и ритм-энд-блюзовый певец и автор песен.
Один из самых известных и влиятельных американских музыкантов 1950-х годов, чей мощный оперный вокал, в высшей степени эксцентричная, театрализованная манера исполнения собственных песен и использование в своём творчестве гротескной макабрической эстетики и чёрного юмора оказали заметное влияние на рок- и поп-музыку, праотец и пионер стиля шок-рок.

## Биография
Родился 18 июля 1929 года в Кливленде, Огайо, в многодетной семье. В детстве увлекался творчеством Поля Робсона, собирался стать оперным певцом. С 1933 года учился игре на фортепиано. В 1943 году начал заниматься боксом, в 1949 году стал чемпионом Аляски в среднем весе. Во время Второй мировой войны служил в тихоокеанском флоте.
В 1951 году начинает карьеру как музыкант в сотрудничестве с гитаристом Тини Граймсом. Во время выступлений эпатирует зрителей своими необычными сценическими костюмами (шотландский килт, одежда из леопардовой кожи, привязанные к запястьям жестяные банки, тюрбан и т. д.). В 1952—1953 годах в составе группы Граймса участвует в записи нескольких песен.

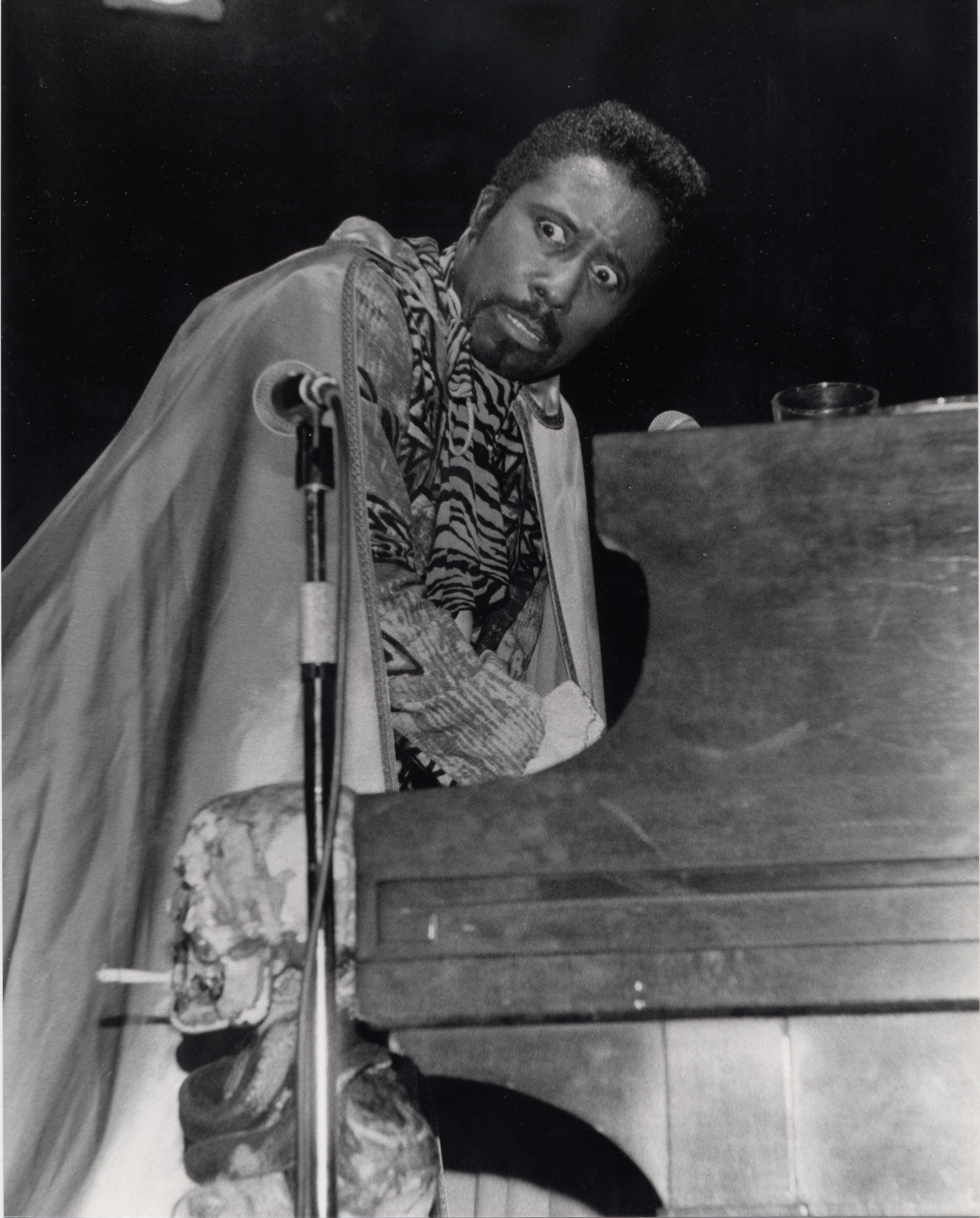
Торонто, 1979 год

Первые сольные записи начинаются в 1954 году с песен «Baptize me in wine» и «I Put a Spell on You», сделавшей его популярным на всю жизнь. Записи делались в характерной для Хокинса экстравагантной манере — с хриплыми воплями и т. д. В дальнейшем он доработал свой стиль, попробовав перезаписать I Put a Spell on You в состоянии крайнего алкогольного опьянения со столь же пьяными музыкантами. Запись приобрела большую популярность в консервативных США эпохи Эйзенхауэра. В той же манере (придуманный Хокинсом «ghoul-rock»; от англ. ghoul — вампир) были записаны новые песни («Constipation Blues», «Orange Colored Sky», «Feast of the Мау Мау» и другие), однако популярности «I Put a Spell on You» они не достигли. На протяжении последующих десятилетий Хокинс много гастролирует по США и Европе. Серж Генсбур пишет песню-посвящение Хокинсу «Mambo niam niam», Нина Симон исполняет «I Put a Spell» для своего альбома, появляются группы-подражатели. Впрочем, в связи с приходом новых музыкальных стилей и популярных групп известность Хокинса постепенно угасала.
Популярность «I Put a Spell on You» возрождает фильм Джима Джармуша «Более странно, чем в раю» (1984). Скримин Джей Хокинс начинает активно гастролировать, снимается в кино (Слияние двух лун, Таинственный поезд), выступает совместно с The Clash и Ником Кейвом. Записывает кавер-версии на песни Тома Уэйтса «Heartattack and Vine» и «Ice Cream Man» (первая из них без согласия Уэйтса вошла в рекламу Levi Strauss & Co.) и «I Shot The Sheriff» Боба Марли. В свою очередь, кавер-версии песен Хокинса записывают Мэрилин Мэнсон, Диаманда Галас и другие.
Хокинс умер 12 февраля 2000 года после операции, связанной с аневризмой в Нёйи-сюр-Сен под Парижем на 71-м году жизни .

## Личная жизнь
Хокинс был женат шесть раз; последней жене музыканта был 31 год, когда он умер. Певшая вместе с ним Shoutin' Pat Newborn из ревности нанесла Хокинсу ножевое ранение, когда он женился на Virginia Sabellona. У музыканта было трое детей от первого брака — а всего, по его собственным словам, от 57 до 75. После смерти Хокинса его биограф Maral Nigolian создала сайт, чтобы найти всех потомков. Удалось найти 33, по меньшей мере 12 из которых встретились в 2001 году.

## Влияние
Хотя Хокинс не достиг больших успехов своими альбомами, его театрализованные выступления (прежде всего, «I Put a Spell on You») обеспечили ему долгую, на десятилетия вперёд, карьеру сценического исполнителя и породили последователей, среди которых можно назвать Домино, Фэтс, Tiny Grimes и Rolling Stones. Подобная форма выступлений произвела своеобразный переворот в сценической рок-музыке и оказала влияние на таких исполнителей, как Элис Купер, Том Вейтс, the Cramps, Screaming Lord Sutch, Black Sabbath, Creedence Clearwater Revival, Led Zeppelin, Marilyn Manson и др. Vox.com назвал Хокинса готической иконой.

## Дискография

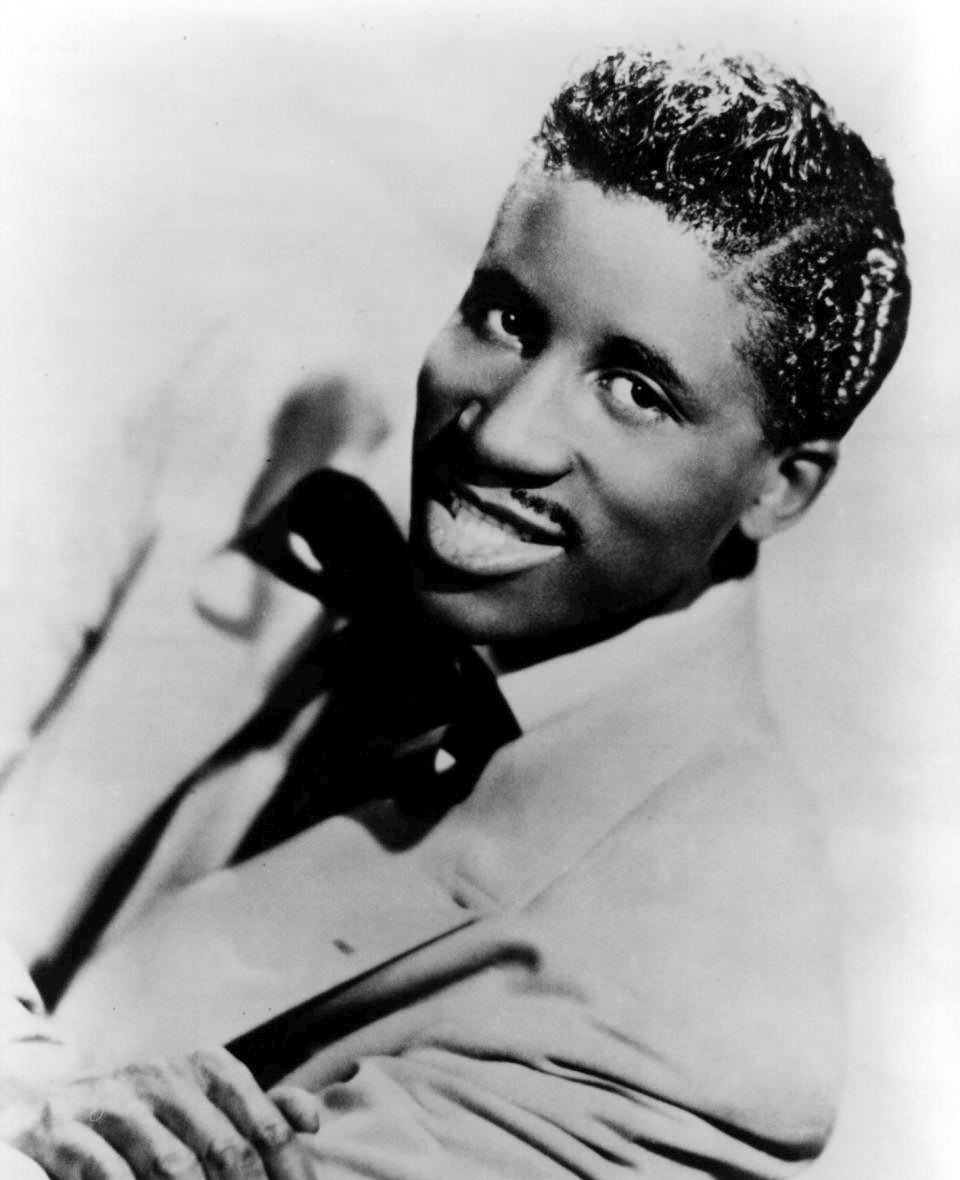
Хокинс в 1957 году

### Избранные синглы
- 1956 — «I Put a Spell On You» / «Little Demon»
- 1957 — «You Made Me Love You» / «Darling, Please Forgive Me»
- 1957 — «Frenzy» / «Person to Person»
- 1958 — «Alligator Wine» / «There’s Something Wrong With You»
- 1958 — «Armpit #6» / «The Past»
- 1962 — «I Hear Voices» / «Just Don’t Care»
- 1962 — «Ashes» / «Nitty Gritty» — совместно с Shoutin’ Pat (Newborn)
- 1966 — «Poor Folks» / «Your Kind of Love»
- 1970 — «Do You Really Love Me» / «Constipation Blues»
- 1973 — «Monkberry Moon Delight» / «Sweet Ginny»

### Альбомы
- 1958 — At Home with Screamin’ Jay Hawkins (Okeh/Epic)
- 1965 — The Night and Day of Screamin' Jay Hawkins (Planet)
- 1969 — What That Is! (Philips)
- 1970 — Because Is in Your Mind (Armpitrubber) (Philips)
- 1972 — Portrait of a Man and His Woman (Hotline)
- 1977 — I Put a Spell on You (записи 1966-76)
- 1983 — Real Life (Zeta)
- 1984 — Screamin' Jay Hawkins and The Fuzztones Live (Midnight Records) — live
- 1988 — At Home with Jay in The Wee Wee Hours (Midnight Records) — live
- 1988 — Live & Crazy (Blue Phoenix) — live
- 1990 — The Art of Screamin' Jay Hawkins (Spivey)
- 1991 — Black Music For White People (Bizarre/Straight Records/Planet Records)
- 1991 — I Shake My Stick at You (Aim)
- 1993 — Stone Crazy (Bizarre/Straight/Planet)
- 1994 — Somethin' Funny Goin' On (Bizarre/Straight/Planet)
- 1993 — Rated X (Sting S) — live
- 1998 — At Last (Last Call)
- 1999 — Live at the Olympia, Paris (Last Call) — live с одной студийной песней